# دانيال بروستر
دانيال بروستر (بالإنجليزية: Daniel Brewster)‏ هو ضابط وسياسي أمريكي، ولد في 23 نوفمبر 1923 في الولايات المتحدة، وتوفي بنفس المكان في 19 أغسطس 2007. حزبياً، نشط في الحزب الديمقراطي. انتخب عضو مجلس النواب لولاية ماريلند وانتخب عضو مجلس النواب الأمريكي وانتخب عضو مجلس الشيوخ الأمريكي.